# Palomba Serafini Associati
Palomba Serafini Associati è uno studio di architettura e design costituito da Ludovica Serafini (Roma, 1961) e Roberto Palomba (Cagliari, 1963) architetti e designer italiani.
In seguito alla laurea in Architettura conseguita presso l'Università La Sapienza di Roma, nel 1994 fondano lo studio Ps+a Palomba Serafini Associati, che ha sede a Milano. Roberto Palomba inoltre è stato docente di Industrial Design presso il Politecnico di Milano.
Il segno distintivo dello studio emerge dalla capacità dei fondatori, di coniugare una visione contemporanea della società e delle esigenze delle persone, con un'ampia conoscenza delle radici storiche e culturali dell’architettura e del design, producendo risultati che fondono il passato con il futuro.
Questo approccio unico e personale rende la realtà di Palomba Serafini Associati, particolarmente sensibile alle questioni relative alla funzione e alla necessità di creare prodotti e architetture di lunga durata.
Hanno ricevuto numerosi premi e riconoscimenti internazionali tra cui Compasso d’oro ADI nel 2011 per il lavabo Lab 03 di Kos, Elle Decoration International Design Award, Design Plus, Good Design Award, Red Dot, German Design Award. Nel 2010 alcuni dei loro prodotti sono stati esposti durante la mostra Quali cose siamo, curata da Alessandro Mendini presso il Triennale Design Museum della Triennale di Milano. Inoltre alcuni dei loro disegni sono stati esposti durante la mostra Il segno dei designer, a cura di Gianni Veneziano, presso la Triennale Design Museum. Collaborano con numerose aziende tra cui Benetti Yachts Boffi, Driade, Kartell, KitchenAid, Kos, Sawaya & Moroni, Samsung, Zanotta, Zucchetti.
Lo Studio si è dedicato anche al mondo del tessile, disegnando i motivi di tappeti di lusso.
A partire dal 2012 Roberto Palomba scrive articoli per l'Huffington Post.
Nel 2013 Ludovica Serafini e Roberto Palomba hanno partecipato alla Be Original Week, una manifestazione organizzata da Elle Decor Italia contro la contraffazione di prodotti di design.
Nel 2014 i due progettisti si sono occupati della riqualificazione di un frantoio del '600 a Sogliano Cavour, in provincia di Lecce.
Ludovica Palomba è ambassador Expo 2015.
Nel 2019 Lo studio celebra i suoi 25 anni di attività con la mostra Ipertesto, allestita nella Galleria d'Arte - Tommaso Calabro,Milano,  progettando un allestimento di pezzi unici firmati con le più importanti aziende di design nel panorama internazionale.

## Riconoscimenti
- 2021   IF Design Award prodotto: Eve / Tubes
- 2020   Wallpaper Design Award [Uk] prodotto: All Around / Giorgetti
- 2019   Design Plus Award [Germany] prodotto: Giro and Forma Collection – Inbani
- 2019   Elle Decoration China – EDIDA - Best Designer of the year
- 2019   German Design Award [Germany] prodotto: Eve – Tubes
- 2019   Archiproducts Award – Panama Collection – Talenti
- 2019   Ahead Award/Best Guest room – Palazzo Daniele
- 2019   Ahead Award/Best Europe Hotel of the year – Palazzo Daniele
- 2018   Good Design Award [USA] prodotto: WaterCandy – Zucchetti
- 2018   Archiproducts Design Award [ITA] _– Giro Collection - Inbani – Bathroom Category
- 2018   Archiproducts Design Award [ITA] _– Eve – Tubes Radiatori – Wellness Category
- 2018   ADI Design Index [Italia] – Menzione d'onore - prodotto: Water Candy – Zucchetti.Kos
- 2018   Designer Kitchen and Bathroom Awards / Water Candy – Zucchetti.Kos Innovation in Bathroom Product Design
- 2017   Good Design Award [USA] prodotto: Rift – Tubes
- 2017    Design District Award [Nl] Rift – Tubes
- 2017    Elle Decoration China Award – Apsara – Giorgetti - Best Outdoor Category
- 2017   Archiproducts Design Award [ITA] _– Let it Be - Poltrona Frau – Forniture Category
- 2017    Elle Decoration Russia –– Apsara – Giorgetti - Choice of the year
- 2017    WALLPAPER DESIGN AWARD [UK]_Rift – Tubes – Best Sleepover Category
- 2016   Good Design Award [USA] prodotto: Quadrat Pool / Zucchetti Kos
- 2016   Special Mention, German Design Award 2017 [Germany] Bath and Wellness/Rift – Tubes
- 2016   Premio Noldi Schreck [Mexico] : Proyecto Tamayo / Design Week Mexico
- 2016   Red Dot Award [Germania] prodotto: Him Collection / Zucchetti Kos
- 2016   Menzione d’onore Compasso d'Onore Compasso d’Oro ADI: Wazebo / Zucchetti Kos
- 2016   IF Design Award prodotto: Rift / Tubes
- 2015   Good Design Award [USA] prodotto: Wazebo / Zucchetti Kos
- 2015   Good Design Award [USA] prodotto: Him / Zucchetti Kos
- 2015   Designer Kitchen and Bathroom Award [ UK ]  Lifetime Achievement
- 2015   Design Plus Frankfurt : prodotto: Wazebo / Zucchetti Kos
- 2014    Best ElleDecor Russia : Kartell by Laufen Collection
- 2014   Menzione d’onore Compasso d'Onore Compasso d’Oro ADI: Morphing/Zucchetti
- 2014   Menzione d’onore Compasso d'Onore Compasso d’Oro ADI: Slim/Elmar
- 2014   EDIDA Elle Decoration International Design award_Kartell by Laufen Collection
- 2014   WALLPAPER DESIGN AWARD [UK]_Kartell by Laufen Collection
- 2013   Good Design Award [USA]_Agorà Bathtub/ Kos
- 2013   ADI Design Index [Italia] prodotto: Slim/ Elmar
- 2013   Good Design Award [USA] prodotto: Menhir freestanding washbasin/ Palomba   Collection /     Laufen
- 2013   Interior Design Magazine Best Of The Year Award [USA] prodotto: Palomba Solid Surface       Bath Tub/ Palomba Collection 2012/  Laufen
- 2013   iF Product Design Award [Germania] prodotto: Palomba Collection 2012 /  washplace / Laufen
- 2013 Final List Designer dell'anno di Wallpaper
- 2013   Interior Innovation Award [by German Design Council/ Germania] prodotto: Palomba Collecton 2012/ washbasin / Laufen
- 2012   Interior Design Magazine Best of the Year Award [USA] prodotto: Palomba Collecton 2012 / bath tub / Laufen
- 2012   ADI Design Index [Italia] prodotto: Minipool / Kos
- 2012   Green Good Design Award [USA] prodotto: Palomba Collection (Wall-hung Toilette) / Laufen
- 2012   Menzione d’onore Red Dot Award [Germania] prodotto: Clip / Elica Compasso d'Oro Adi (2011) per Lab 03 di Kos

- 2012 Menzione d'onore Red Dot Award
- 2011    Compasso d’Oro Adi - per la Domo- XIX Biennale dell'Artigianato Sardo (progetto collettivo)
- 2011 Wallpaper Design Award
- 2011    Design Plus Award (2001, 2005, 2007, 2009)
- 2011    Good Design Award (2013)
- 2010 Australian International Design Award
- 2010 Elle Decoration International Design Award
- 2009    Red Dot Award (2005, 2007, 2009)
- 2008 Designpreis

## Pubblicazioni
Nel 2007 viene pubblicata la monografia "Ludovica + Roberto Palomba. Bathrooms. From inspiration to lifestyle" edita da Hatje Cantz Verlag, che ha ricevuto il premio IF communication design award 2007